# Andreas Leijon
Andreas Leijon, född 1980 i Lidköping, är före detta chefredaktör, ansvarig utgivare och affärsutvecklare på världens största IT-förlag IDG. Mellan 2007 och 2011 var Leijon också chefredaktör för designtidningen CAP&Design och magasinet Proffsfoto.
2008 var han med och startade den läsargenererade tidningen Fotosidan Magasin tillsammans med Fotosidan.se. Fotosidan Magasin blev senare det året utsedd till bästa nya tidning av branschtidningen Resumé.
Leijon är också grundare och chefredaktör för Allt om iPad, Allt om iPhone och Världens Vetenskap (även känd som Hur Det Funkar). Under 2011 arbetade Leijon även som central affärsutvecklare för nya produkter på IDG. 2001-2003 arbetade Leijon för tidningen Mobil.
Sedan februari 2012 är han VD och delägare för content marketing-företaget Content Innovation.